# Hamburg Masters 2006 - Qualificazioni singolare
Le qualificazioni del singolare  dell'Hamburg Masters 2006 sono state un torneo di tennis preliminare per accedere alla fase finale della manifestazione. I vincitori dell'ultimo turno sono entrati di diritto nel tabellone principale. In caso di ritiro di uno o più giocatori aventi diritto a questi sono subentrati i lucky loser, ossia i giocatori che hanno perso nell'ultimo turno ma che avevano una classifica più alta rispetto agli altri partecipanti che avevano comunque perso nel turno finale.
Le qualificazioni del torneo Hamburg Masters 2006 prevedevano 32 partecipanti di cui 8 sono entrati nel tabellone principale.

## Teste di serie
1. Daniele Bracciali (primo turno)
2. Robin Söderling (ultimo turno)
3. Gilles Simon (Qualificato)
4. Assente
5. Jürgen Melzer (Qualificato)
6. Novak Đoković (Qualificato)
7. Wesley Moodie (primo turno)
8. Vince Spadea (primo turno)

1. Michael Berrer (primo turno)
2. Tejmuraz Gabašvili (primo turno)
3. Philipp Kohlschreiber (Qualificato)
4. Miša Zverev (primo turno)
5. Lukáš Dlouhý (ultimo turno)
6. Fernando Vicente (ultimo turno)
7. Flávio Saretta (Qualificato)
8. Alexander Waske (Qualificato)

## Qualificati
1. Flávio Saretta
2. Philipp Kohlschreiber
3. Gilles Simon
4. Guillermo García López

1. Jürgen Melzer
2. Novak Đoković
3. Alexander Waske
4. Juan Mónaco

## Tabellone

### Legenda
| - Q = Qualificato - WC = Wild card - LL = Lucky loser | - ALT = Alternate - SE = Special Exempt - PR = Protected Ranking | - w/o = Walkover - r = Ritirato - d = Squalificato |

### Sezione 1
|  | Primo turno | Primo turno       | Primo turno     | Primo turno | Primo turno |  |  | Ultimo turno | Ultimo turno   | Ultimo turno   | Ultimo turno | Ultimo turno |  |
|  |             |                   |                 |             |             |  |  |              |                |                |              |              |  |
|  |             | Ilija Bozoljac    | 4               | 6           | 6           |  |  |              |                |                |              |              |  |
|  | 1           | Daniele Bracciali | 6               | 3           | 2           |  |  |              | Ilija Bozoljac | Ilija Bozoljac | 2            | 1            |  |
|  | 15          | Flávio Saretta    | Flávio Saretta  | 6           | 7           |  |  | 15           | Flávio Saretta | Flávio Saretta | 6            | 6            |  |
|  |             | Thierry Ascione   | Thierry Ascione | 2           | 6(1)        |  |  |              |                |                |              |              |  |

### Sezione 2
|  | Primo turno | Primo turno           | Primo turno     | Primo turno | Primo turno |  |  | Ultimo turno | Ultimo turno          | Ultimo turno          | Ultimo turno | Ultimo turno |  |
|  |             |                       |                 |             |             |  |  |              |                       |                       |              |              |  |
|  | 2           | Robin Söderling       | Robin Söderling | 6           | 6           |  |  |              |                       |                       |              |              |  |
|  |             | Dominik Meffert       | Dominik Meffert | 0           | 2           |  |  | 2            | Robin Söderling       | Robin Söderling       | 68           | 3            |  |
|  | 11          | Philipp Kohlschreiber | 3               | 7           | 6           |  |  | 11           | Philipp Kohlschreiber | Philipp Kohlschreiber | 7            | 6            |  |
|  |             | Torsten Popp          | 6               | 63          | 4           |  |  |              |                       |                       |              |              |  |

### Sezione 3
|  | Primo turno | Primo turno   | Primo turno | Primo turno | Primo turno |  |  | Ultimo turno | Ultimo turno | Ultimo turno | Ultimo turno | Ultimo turno |  |
|  |             |               |             |             |             |  |  |              |              |              |              |              |  |
|  | 3           | Gilles Simon  | 6           | 64          | 6           |  |  |              |              |              |              |              |  |
|  |             | Tomas Behrend | 3           | 7           | 1           |  |  | 3            | Gilles Simon | Gilles Simon | 6            | 7            |  |
|  | 13          | Lukáš Dlouhý  | 7           | 4           | 6           |  |  | 13           | Lukáš Dlouhý | Lukáš Dlouhý | 4            | 63           |  |
|  |             | George Bastl  | 68          | 6           | 1           |  |  |              |              |              |              |              |  |

### Sezione 4
|  | Primo turno            | Primo turno            | Primo turno            | Primo turno | Primo turno |  |  | Ultimo turno           | Ultimo turno           | Ultimo turno           | Ultimo turno | Ultimo turno |  |
|  |                        |                        |                        |             |             |  |  |                        |                        |                        |              |              |  |
|  | Guillermo García López | Guillermo García López | Guillermo García López | 6           | 6           |  |  |                        |                        |                        |              |              |  |
|  | Michael Kohlmann       | Michael Kohlmann       | Michael Kohlmann       | 4           | 2           |  |  | Guillermo García López | Guillermo García López | Guillermo García López | 7            | 6            |  |
|  |                        | Michael Berrer         | Michael Berrer         | 6           | 6           |  |  | Michael Berrer         | Michael Berrer         | Michael Berrer         | 6            | 4            |  |
|  | 9                      | Alessio Di Mauro       | Alessio Di Mauro       | 3           | 2           |  |  |                        |                        |                        |              |              |  |

### Sezione 5
|  | Primo turno | Primo turno        | Primo turno     | Primo turno | Primo turno |  |  | Ultimo turno | Ultimo turno       | Ultimo turno       | Ultimo turno | Ultimo turno |  |
|  |             |                    |                 |             |             |  |  |              |                    |                    |              |              |  |
|  | 5           | Jürgen Melzer      | Jürgen Melzer   | 6           | 7           |  |  |              |                    |                    |              |              |  |
|  |             | Albert Montañés    | Albert Montañés | 2           | 65          |  |  | 5            | Jürgen Melzer      | Jürgen Melzer      | 6            | 6            |  |
|  |             | Tejmuraz Gabašvili | 6               | 3           | 6           |  |  |              | Tejmuraz Gabašvili | Tejmuraz Gabašvili | 2            | 3            |  |
|  | 10          | Potito Starace     | 3               | 6           | 3           |  |  |              |                    |                    |              |              |  |

### Sezione 6
|  | Primo turno | Primo turno        | Primo turno      | Primo turno | Primo turno |  |  | Ultimo turno | Ultimo turno     | Ultimo turno     | Ultimo turno | Ultimo turno |  |
|  |             |                    |                  |             |             |  |  |              |                  |                  |              |              |  |
|  | 6           | Novak Đoković      | 6                | 5           | 7           |  |  |              |                  |                  |              |              |  |
|  |             | Juan Antonio Marín | 3                | 7           | 65          |  |  | 6            | Novak Đoković    | Novak Đoković    | 6            | 6            |  |
|  | 14          | Fernando Vicente   | Fernando Vicente | 6           | 6           |  |  | 14           | Fernando Vicente | Fernando Vicente | 2            | 2            |  |
|  |             | Tobias Kamke       | Tobias Kamke     | 3           | 4           |  |  |              |                  |                  |              |              |  |

### Sezione 7
|  | Primo turno | Primo turno     | Primo turno     | Primo turno | Primo turno |  |  | Ultimo turno | Ultimo turno    | Ultimo turno    | Ultimo turno | Ultimo turno |  |
|  |             |                 |                 |             |             |  |  |              |                 |                 |              |              |  |
|  |             | Răzvan Sabău    | 7               | 65          | 6           |  |  |              |                 |                 |              |              |  |
|  | 7           | Wesley Moodie   | 65              | 7           | 0           |  |  |              | Răzvan Sabău    | Răzvan Sabău    | 3            | 4            |  |
|  | 16          | Alexander Waske | Alexander Waske | 6           | 6           |  |  | 16           | Alexander Waske | Alexander Waske | 6            | 6            |  |
|  |             | Stefan Koubek   | Stefan Koubek   | 4           | 2           |  |  |              |                 |                 |              |              |  |

### Sezione 8
|  | Primo turno | Primo turno   | Primo turno | Primo turno | Primo turno |  |  | Ultimo turno | Ultimo turno | Ultimo turno | Ultimo turno | Ultimo turno |  |
|  |             |               |             |             |             |  |  |              |              |              |              |              |  |
|  |             | Juan Mónaco   | 6           | 3           | 6           |  |  |              |              |              |              |              |  |
|  | 8           | Vince Spadea  | 4           | 6           | 1           |  |  | Juan Mónaco  | Juan Mónaco  | Juan Mónaco  | 6            | 7            |  |
|  |             | Miša Zverev   | 7           | 3           | 6           |  |  | Miša Zverev  | Miša Zverev  | Miša Zverev  | 2            | 5            |  |
|  | 12          | Albert Portas | 63          | 6           | 1           |  |  |              |              |              |              |              |  |